# De Voetboge Camer

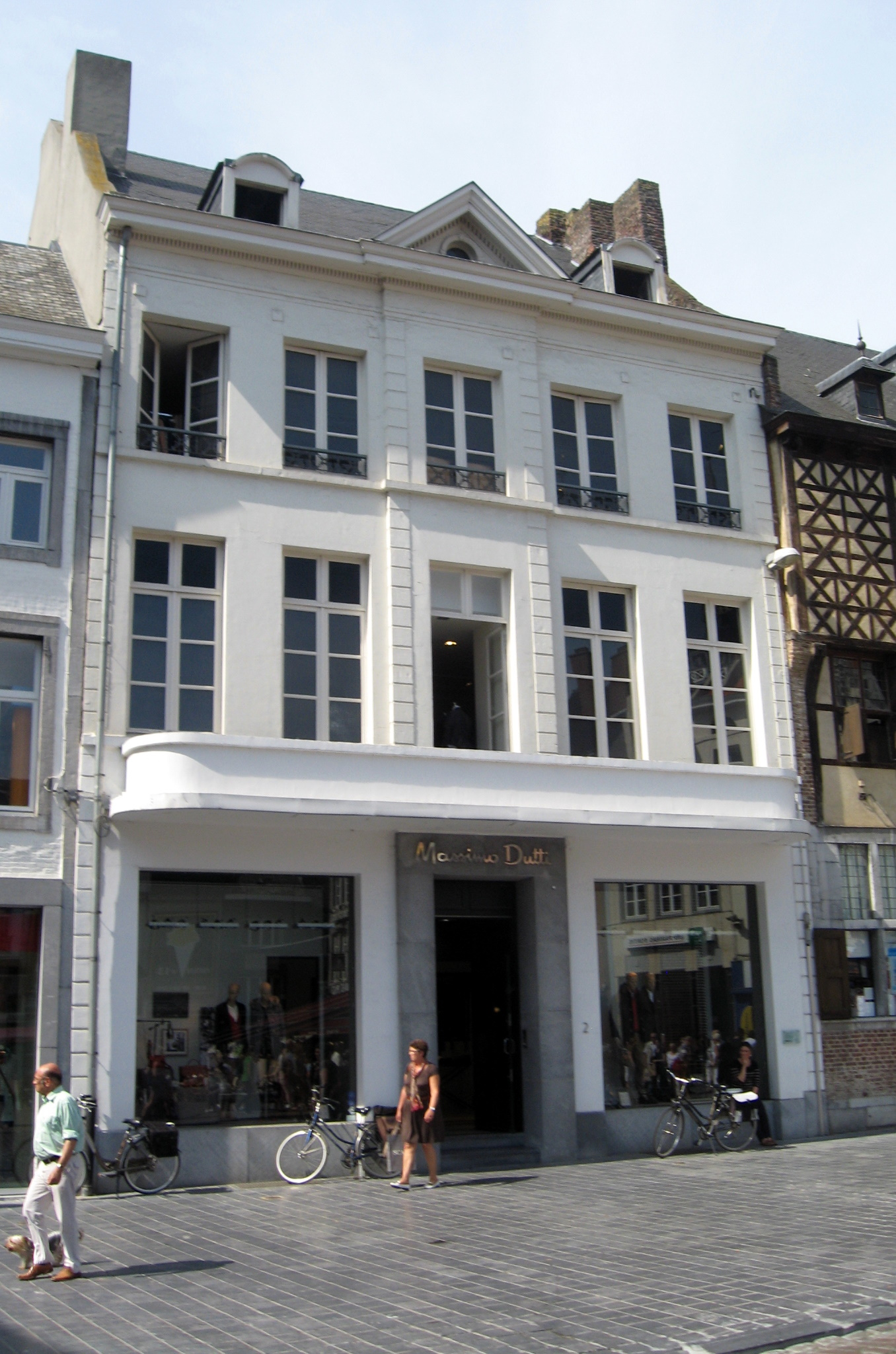
De Voetboge Camer

De Voetboge Camer (ook: De Hoogbrugge) is een huis te Hasselt, gelegen aan Grote Markt 2.
Het huis stond in de 14e eeuw bekend onder de naam: Die Hoichbrugge. Het betrof een hoge stenen bank waarop het vlees werd gekeurd. In het huis zelf was een herberg gevestigd. Vanaf 1542 zetelde hier het Hof van Vliermaal, een soort hof van beroep voor het Graafschap Loon.

In 1508 kocht de stad het huis, dat een der grootste huizen van de stad was, aan. Sinds 1597 kwamen hier de schuttersgilden bijeen, waaraan het gebouw de naam Voetboge Camer te danken heeft.
Het - oorspronkelijk houten - gebouw werd in 1620 gedeeltelijk versteend en in 1780 werd het door de stad verkocht aan een particulier, die tevens de hoge stenen bank moest slopen, daar deze het verkeer hinderde. 
Begin 19e eeuw kwam er een koffiehuis in het gebouw, daarna een gelegenheid van twijfelachtig allooi, en einde 19e eeuw werd het huis in neoclassicistische stijl verbouwd door de familie Pierloz, waarvan componist Alexis Pierloz de bekendste telg is. In 1935 werd het door de familie verkocht en werd ingericht als patisserie, in 1946 kwam café Majestic in het pand, dat in 1980 de monumentenstatus verkreeg, en sinds 1999 herbergt het een kledingzaak.